# NGC 1142
NGC 1142 (NGC 1144) é uma galáxia  localizada na direcção da constelação de Cetus. Possui uma declinação de -00° 11' 02" e uma ascensão recta de 2 horas, 55 minutos e 12,2 segundos.
A galáxia NGC 1142 foi descoberta em 5 de Outubro de 1864 por Albert Marth.